# Iugoslávia Federal Democrática
```
   |-
       |
Erro:
:  
valor não especificado para "
nome_comum
"

   |-
       | 
Erro:
:  
valor não especificado para "
continente
"
```

A Iugoslávia Federal Democrática, também conhecida como Iugoslávia Federativa Democrática (Iugoslávia FD ou IFD), foi um estado provisório estabelecido durante a Segunda Guerra Mundial em 29 de novembro de 1943 através da Segunda Sessão do Conselho Antifascista para a Libertação Nacional da Iugoslávia (AVNOJ). O Comitê Nacional para a Libertação da Iugoslávia (NKOJ) foi o seu órgão executivo original. Ao longo da sua existência foi governado pelo Marechal Josip Broz Tito como primeiro-ministro.
Foi reconhecido pelos Aliados na Conferência de Teerã, juntamente com o AVNOJ como seu órgão deliberativo. O governo iugoslavo no exílio do rei Pedro II em Londres, em parte devido à pressão do Reino Unido,  reconheceu o governo AVNOJ com o Tratado de Vis, assinado em 16 de junho de 1944 entre o primeiro-ministro do governo no exílio, Ivan Šubašić e Tito.  Com o Tratado de Vis, o governo no exílio e o NKOJ concordaram em fundir-se num governo provisório o mais rapidamente possível. A forma do novo governo foi acordada num segundo acordo Tito-Šubašić assinado em 1 de novembro de 1944 na recentemente libertada capital jugoslava de Belgrado. A Iugoslávia FD tornou-se um dos membros fundadores das Nações Unidas após a assinatura da Carta das Nações Unidas em outubro de 1945.
O estado foi formado para unir o movimento de resistência iugoslavo à ocupação da Iugoslávia pelas Potências do Eixo. O acordo deixou a questão de saber se o estado seria uma monarquia ou uma república intencionalmente indecisa até depois do fim da guerra, de modo que o cargo de chefe de estado ficou vago. Após a fusão dos governos, o estado foi reformado como uma República Popular Federal da Iugoslávia, com Josip Broz Tito como primeiro-ministro e Ivan Šubašić como Ministro das Relações Exteriores.

## História
A Segunda Sessão do AVNOJ, realizada em Jajce em novembro de 1943, foi aberta com uma declaração que dizia em parte:
1. Que o Conselho Antifascista de Libertação Nacional da Iugoslávia seja constituído como o órgão representativo legislativo e executivo supremo da Iugoslávia, como o representante supremo da soberania dos povos e do Estado da Iugoslávia como um todo, e que um Comitê Nacional de Libertação da Iugoslávia seja estabelecido como um órgão com todas as características de um governo nacional, através do qual o Conselho Antifascista de Libertação Nacional da Iugoslávia realizará a sua função executiva.
2. Que o “governo” traidor no exílio seja privado de todos os direitos que o governo legal da Iugoslávia, particularmente do direito de representar os povos da Iugoslávia em qualquer lugar ou perante qualquer pessoa.
3. Que todos os tratados e obrigações internacionais celebrados no estrangeiro em nome da Iugoslávia pelo "governo" no exílio sejam revistos com vista à sua invalidação, renovação ou aprovação, e que todos os tratados e obrigações internacionais que o chamado "governo" no exílio eventualmente concluir no exterior no futuro não receberá reconhecimento.
4. Que a Iugoslávia seja estabelecida num princípio federal democrático como um estado de povos iguais. [4]

O AVNOJ emitiu então seis decretos e o Presidium do AVNOJ, que continuou as suas funções quando não estava em sessão, seguiu com quatro decisões. Juntos, estes constituíram a constituição do novo Estado que estava tomando forma na Iugoslávia. Em 30 de novembro, o Presidium concedeu a Tito o posto de Marechal da Iugoslávia e nomeou-o presidente do governo (ou primeiro-ministro interino) e Ministro da Defesa Nacional. Três vice-presidentes e outros treze ministros foram nomeados para o NKOJ. 
O nome "Iugoslávia Federal Democrática" foi oficialmente adotado em 17 de fevereiro de 1944. No mesmo dia adotaram o emblema de cinco tochas da Iugoslávia. 
Após a deposição do rei Pedro II, a República Popular Federal da Iugoslávia foi proclamada em 29 de novembro de 1945.

## Governo
A sua legislatura, depois de novembro de 1944, foi a Assembleia Provisória.  O acordo Tito-Šubašić de 1944 declarou que o estado era uma democracia pluralista que garantia: liberdades democráticas; liberdade pessoal; liberdade de expressão, reunião e religião; e uma imprensa livre.  No entanto, em janeiro de 1945, Tito mudou a ênfase de seu governo da ênfase na democracia pluralista, alegando que, embora aceitasse a democracia, alegou que não havia "necessidade" de múltiplos partidos, pois alegou que múltiplos partidos eram desnecessariamente divisivos no no meio do esforço de guerra da Jugoslávia e que a Frente Popular representava todo o povo jugoslavo.  A coligação Frente Popular, liderada pelo Partido Comunista da Iugoslávia e pelo seu secretário-geral, o marechal Josip Broz Tito, foi um movimento importante dentro do governo. Outros movimentos políticos que aderiram ao governo incluíram o movimento "Napred" representado por Milivoje Marković. 
A Iugoslávia Federal Democrática era governada por um Governo Temporário composto principalmente por membros da Frente Unitária de Libertação Nacional e um pequeno número de outros partidos políticos do antigo Reino da Iugoslávia. O Presidente do Governo foi Josip Broz Tito. Os comunistas ocuparam 22 cargos ministeriais, incluindo Finanças, Assuntos Internos, Justiça, Transportes e outros. Ivan Šubašić, do Partido Camponês Croata e ex-ban da Banovina Croata, foi ministro das Relações Exteriores, enquanto Milan Grol, do Partido Democrata, foi vice-primeiro-ministro. Muitos membros do governo não comunista renunciaram devido ao desacordo com a nova política. 

## Divisões administrativas
A Iugoslávia Federal Democrática consistia em 6 estados federais e 2 unidades autônomas:  
- Estado Federado da Sérvia
  - Província Autônoma da Voivodina

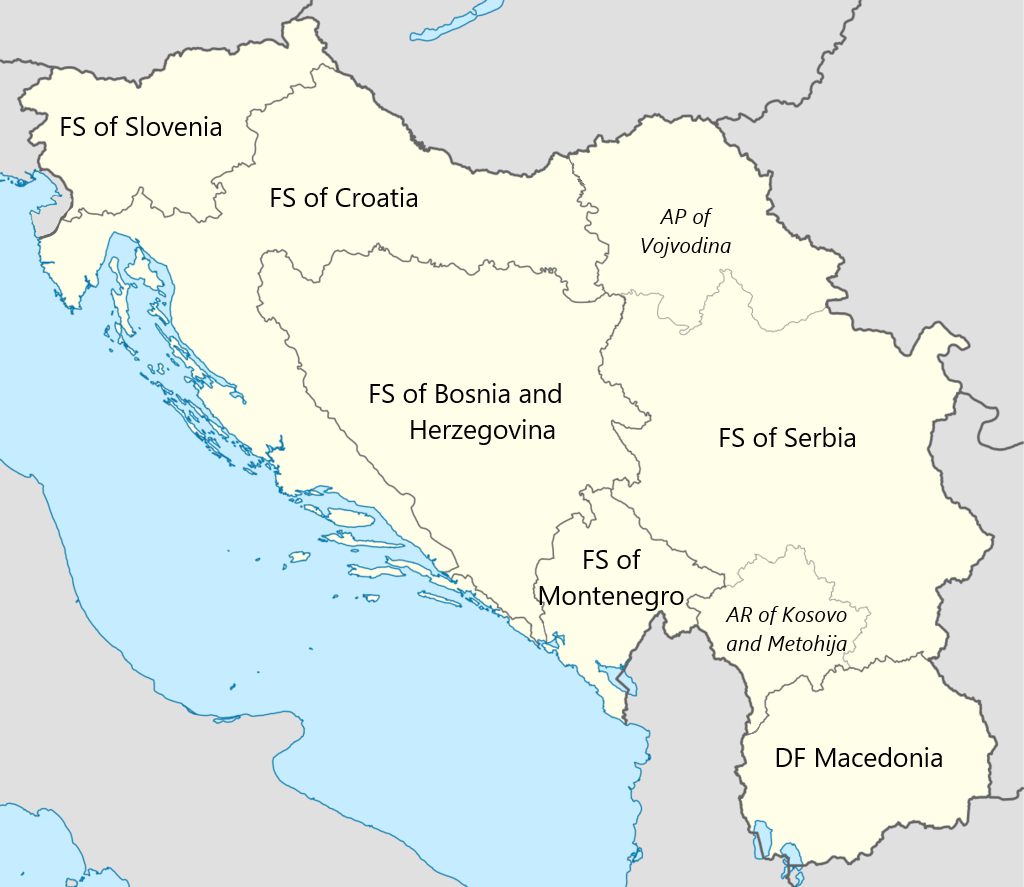
Divisões Administrativas Federais Democráticas da Iugoslávia em 1945

  - Região Autônoma do Kosovo e Metohija
- Estado Federado da Croácia
- Estado Federado da Bósnia e Herzegovina
- Estado Federado da Eslovênia
- Estado Federado de Montenegro
- Estado Federado da Macedônia